# Jakobus Greselius

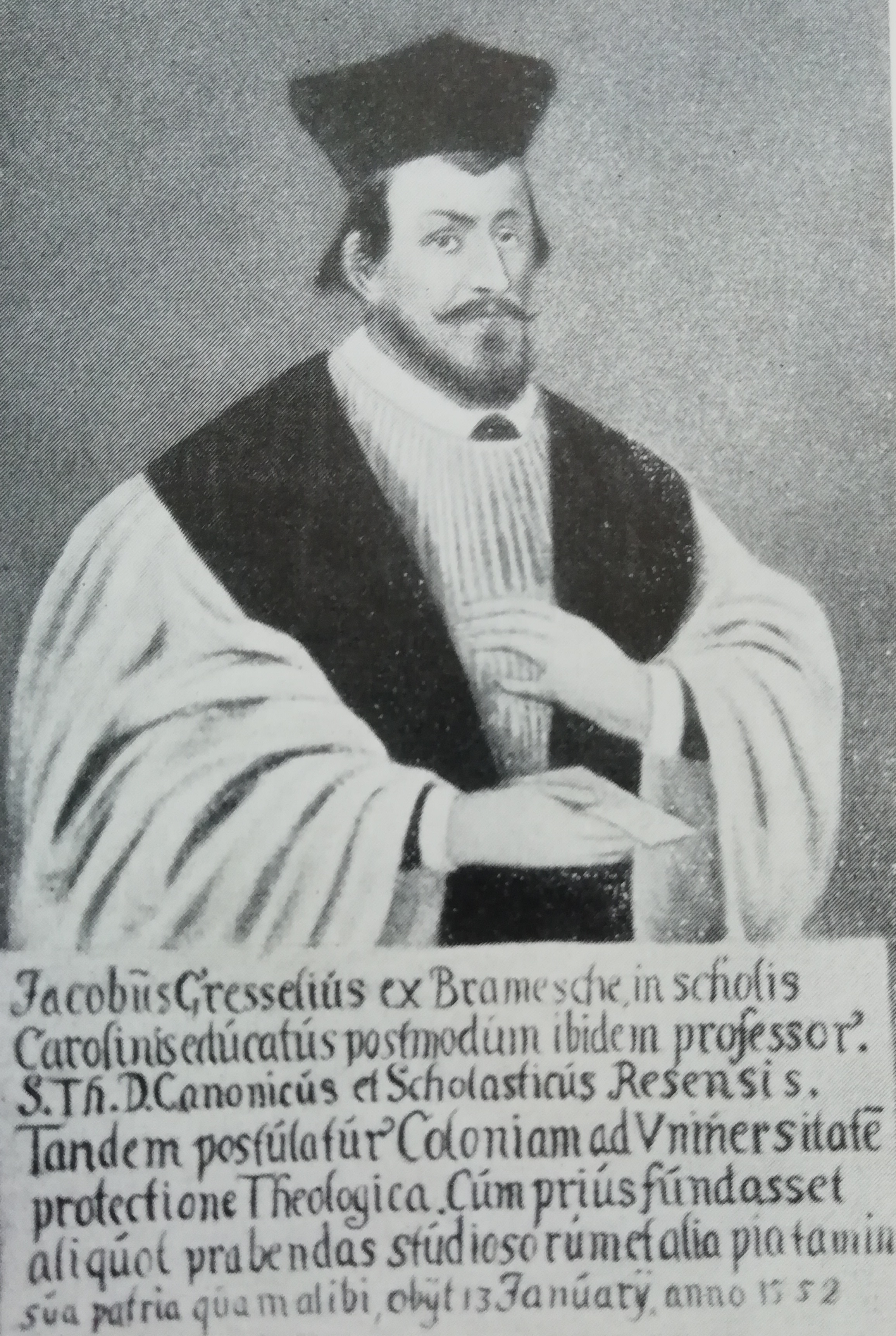
Jacobus Greselius.

Jakobus Greselius (auch Jakob Gresel, Jakob Gryselius oder Jakob Chryselius) (* 1483 in Bramsche; † 13. Januar 1552 in Rees) war Professor an der ersten Universität Köln und Kanonikus zu Rees am Niederrhein.

## Universitätslaufbahn
Greselius trat nach dem Besuch des Gymnasium Carolinum in Osnabrück und (wahrscheinlich) der Domschule in Münster 1501 in die Cornelianerburse der Artistenfakultät der Kölner Universität ein. Bereits 1503 erwarb er den niedrigsten akademischer Grad, Baccalaureus, 1504 wurde er Magister Artium mit Lehrbefugnis an den Bursen. 1506 berief ihn die Artistenfakultät zum Professor. Bis 1511 war er Examinator für Baccalaureats- und Magisterprüfungen. Im gleichen Jahr wurde er zum Dekan der Artistenfakultät gewählt. Greselius trat sehr für die Wiederbelebung des klassischen Lateins ein. Warum er seine Professur aufgab, ist nicht bekannt.

## Stiftungen
1533/35 verzog Greselius nach Rees und wurde dort Kanonikus.
Der namhafte Humanist und Kleriker ließ trotz der für damalige Verhältnisse großen Entfernung die Verbindung zu seiner Heimatstadt nie abreißen. Die Bedeutung Gresels über seine Zeit hinaus bis in das 20. Jahrhundert wird besonders am Ausmaß seiner materiellen Hinterlassenschaft in Bramsche sichtbar. In seinem Testament verfügte er unter anderem eine Familien- und eine Armenstiftung, die Gründung eines Siechenhauses und einer Latein- und Volksschule für Jungen und Mädchen (dem heutigen Greselius-Gymnasium), nebst Wohnung und 20 Gulden Jahresgehalt für den Lehrer.
Greselius hatte Art und Umfang des Unterrichts sowie die Bedingungen zur Einstellung und Entlassung der Lehrer detailliert festgelegt. Sie sollten aus der Nachkommenschaft seiner Eltern ausgesucht und gewählt werden. Sofern er nicht aus dieser Familie stammen sollte, musste er geloben, ein Mädchen aus der Familie Gresel zu heiraten und fortan den Namen Greselius bzw. Chreselius zu tragen. Diese Tradition hatte bis 1917 mit dem Lehrer und Kantor Heinrich Kaiser (1842–1946) Bestand.
Anlässlich des Todes von Greselius dichtete Johann Christian Klinkhamer: „Aureus ipse sol est Latio sermone vocatus / Guestphalicisque utinam luceat in tenebris“ (dt. „Er wird in Lateinisch ‚goldene Sonne‘ genannt / möge er den Westfalen in der Finsternis leuchten“).

## Würdigung
Das 1969 gegründete Greselius-Gymnasium in Bramsche trägt seit 1990 seinen Namen.